# Црква Свете Петке у Пожаревцу
Црква Свете Петке у Пожаревцу налази се у новом делу града, званом „Бусије“. Храм је посвећен Светој Параскеви односно Петки (грч. Παρασκευή - петак - дан добровољних Страдања Господњих). Радови на храму су отпочети 2001. године, а храм је освећен 2013. године. Припада Епархији браничевској Српске православне цркве. Храмовна слава се прославља 14. октобра по старом, односно 27. октобра по новом календару. 

## Историјат
Благословом његовог преосвештенства владике Браничевског, господина Др Игњатија, 6. октобра 2001. године освештени су темељи цркве у Пожаревцу, у насељу Бусије. Поштовање Свете Петке је веома распрострањен на овим подручијима међу верницима, због тога је храм и посвећен овој светитељки. За подизање овог храма град Пожаревац је бесплатно уступио 50 ари плаца у улици Страхињића Бана. 
Градња овако важног храма је започета у економски незгодном тренутку по Србију, због дуготрајних санкција међународне заједнице и НАТО бомбардовања Србије - због тога је градња могла да се одвија само уз велику помоћ донације ктитора и верног народа. 
Главни ктитор је била Холдинг компанија ,,Бамби“ Пожаревац са сталним новчаним средствима и АД „Водопривреда" Пожаревац, са помоћи у машинским радовима, превозима и одређеним грађевинским материјалима. Донори су били и друга градска и јавна предузећа. Поред финансијске помоћи, Холдинг компанија ,,Бамби“ Пожаревац поклонила је и три звона набављена у Грчкој као и плаштаницу Св. Петке која је донета из Јашија из Румуније. 
Поред даривања плаштанице издато је:
Уверење о даривању (Act de donate)
,,На захтев Господина Др Мирослава Милетића, представника парохије Свете Параскеве, из места Пожаревца - Србија, поклањамо овај покров са моштију Свете Параскеве из града Јашија, као знак братства и љубави између српских и румунских верника, дубоког уважавања и благослова верницима који имају посебно поштовање према Светој Преподобној Параскеви.
Да Господ Бог, молитвама свете Преподобне Параскеве, благослови и награди труд и богобојажљивост наше браће у правој вери.— + Даниел Митрополит Молдаве и Буковике
Град Јаш - Румунија 17. јуни 2002".

### Грађевински одбор
Пре почетка изградње храма, формиран је грађевински одбор чији је задатак био да се бави свим пословима везаним за градњу, обезбеђивањем средстава од донора.
Грађевински одбор су чинили:
- Зоран Јанковић, протојереј стафрофор
- Ђорђе Релић, дипл. инж.
- Милан Перић, дипл. инж.
- Александар Јанковић, дипл. инж.
- Југослав Станковић. инж.
- Лука Шешум, проф.
- Видоје Вукашиновић, проф.
- Мирослав Живадиновић

### Основне карактеристике објекта
Храм је рађен по пројекту Крсте Николића, дипл. инж., дужина цркве је 31 метар, ширина 20 метара, а висина централне куполе је 31 метар. Црква има три звоника, брод и централну куполу. Црква је изграђена у српско - византијском стилу. За изградњу је утрошено 280.000 опеке из околине Пожаревца, а бетонски стубови се не примећују јер су узидани, док само здање има 120 спољних отвора. Сам храм може да прими 2.500 верника. 
Храм има две галерије, а на другој галерији је изграђен образовни центар амфитеатерског типа „Ecclesia Viminaciensis“. Центар је вишенаменски и треба да представља место сабирања богослова, вероучитеља и катихета пре свега Браничевске епархије, али и других дијацеза Српске православне цркве. 

## Иконостас
Сликарски радови на иконостасу дело су студената Академије ликовних уметности из Београда у класи професора Горана Јанићијевића, док је резбарске и дуборезне радове извео мајстор Звонимир Стевић из Касидола.
На иконостасу је насликано у провој зони 6 икона, са десне стране: Господ Исус Христос, Свети Јован Крститељ, Свети Георгије; са леве стране; Богородица, Света Петка и Свети Никола; као и четири на дверима у првој зони. Јужна, једнокрилна олтарска врата су са иконом Светог Стефана; северна, једнокрилна олтарска врата су са иконом архангела Михаила. Централне, двокрилне, олтарске двери носе иконе архангела Гаврила и Пресвете Дјеве Марије (сцена благовести).
У другој зони насликане су дванаест икона са ликовима апостола и јеванђелиста, док у трећој високој зони је икона у полулуку резбареног дубореза ,,Тајна вечера". На Врху је Распеће Господа на крсту и два уоквирена медаљона са ликовима Богородице и Светог Јована.
На иконостасу је изрезбарена стилизација паунова као рајских птица.

## Фрескопис
На западном зиду је насликано Рођење Пресвете Богородице, Успење Пресвете Богородице и Ваведење, а на стубовима испред прве галерије су насликани столпници. Изнад фресака који приказују живот Пресвете Богородице, насликан је Христос окружен апосотолима, двојицом арханђела и херувимима. Западни зид је фрескописао Звонимир Стевић из Касидола.
Олтар и источни зид је осликао грчки иконописац, свештеник Стаматис Склирис. Његов стил иконописања представља синтезу традиционалног иконописања са модерним сликарским трендовима, са циљем да што јасније приближи есхатолошку реалност модерном човеку. 
У олтару је насликан Други Христов долазак, а на источном зиду је насликано Васкрсење Христово, причешће апостола, Благовести, Св. Василије Велики и Св. Јован Златоусти.